# 呼和诺尔镇
呼和诺尔镇，是中华人民共和国内蒙古自治区呼伦贝尔市陈巴尔虎旗下辖的一个乡镇级行政单位。

## 行政区划
呼和诺尔镇下辖以下地区：
呼和诺尔社区、巴彦布日德嘎查、哈腾胡硕嘎查、哈日诺尔嘎查、乌布日诺尔嘎查、完工嘎查、安格尔图嘎查、宝日汗图嘎查、哈日干图嘎查、哈日干图生活区和乌固诺尔生活区。